# Torrente de Cinca
Torrente de Cinca (katalanisch Torrent de Cinca) ist eine Gemeinde in der Provinz Huesca in der Autonomen Gemeinschaft Aragonien in Spanien. Sie liegt in der Comarca Bajo Cinca südlich von Fraga am rechten Ufer des Río Cinca und gehört zur überwiegend katalanischsprachigen Franja de Aragón. 

## Geschichte
Im Jahr 1174 gab König Alfons II. von Aragonien den Ort an den Johanniterorden.

## Bevölkerungsentwicklung seit 1900
| 1900  | 1910  | 1930  | 1940  | 1950  | 1960  | 1970  | 1981  | 1986  | 1992  | 1999  | 2004  | 2006  |
| ----- | ----- | ----- | ----- | ----- | ----- | ----- | ----- | ----- | ----- | ----- | ----- | ----- |
| 1.390 | 1.391 | 1.339 | 1.251 | 1.440 | 1.776 | 1.502 | 1.239 | 1.240 | 1.166 | 1.093 | 1.002 | 1.432 |

## Sehenswürdigkeiten
- Die dreischiffige barocke Pfarrkirche Santa Magdalena.
- Die Einsiedelei San Salvador (Renaissance).
- Brücke in der Art eines Aquädukts aus maurischer Zeit.